# Money Talks
Money Talks är en amerikansk film från 1997 i regi av Brett Ratner.

## Handling
En TV-reporter har upptäckt en småfifflare och vill avslöja honom, gärna i direktsändning. Det lyckas och skurken arresteras. Han hamnar i samma fångtransport som en internationell diamanttjuv. Fångarna fritas och det blir starten på ett gangsterkrig och en polisjakt.

## Om filmen
Filmen spelades in den 5 juli-25 september 1996 i Los Angeles och Beverly Hills. Den hade världspremiär i Kanada och USA den 22 augusti 1997 och svensk premiär den 25 december samma år, åldersgränsen är 15 år.

## Rollista (urval)
- Chris Tucker - Franklin Hatchett
- Larry Hankin - Roland
- Charlie Sheen - James Russell
- Heather Locklear - Grace Cipriani
- Paul Sorvino - Guy Cipriani
- Kevin Lowe - polis
- Viveca Paulin - auktionist

## Musik i filmen
- "Things Just Ain't the Same", komponerad av Alfred Antoine, Andre Evans och Nicole Renée, framförd av Deborah Cox
- "You're the First, The Last, My Everything", skriven av Barry White, Tony Sepenad och Sterling Radcliffe, framförd av Barry White
- "Car Wash", skriven av Norman Whitfield, framförd av Rose Royce
- "Wonder Why", skriven av Nicholas Brodszky och Sammy Cahn, framförd av Vic Damone
- "Avenues", skriven av Eddy Grant, Evelyn M.F. Verrechina och A. Verrochio, framförd av Refugee Camp
- "And This Is My Beloved", skriven av Bob Wright och Chet Forrest, framförd av Vic Damone
- "Will You Remember", musik av Sigmund Romberg, text av Rida Johnson Young, framförd av Vic Damone
- "Nel Blu, Dipinto di Blu (Volare)", musik av Domenico Modugno, text av Franco Migliacci och Domenico Modugno, framförd av Domenico Modugno
- "Pusherman", skriven och framförd av Curtis Mayfield
- "The Real Thing", skriven av Lisa Stansfield och Ian Devaney, framförd av Lisa Stansfield
- "Maybe Your Baby", skriven och framförd av Stevie Wonder
- "If You want Me to Stay", skriven av Sly Stone, framförd av Sly and the Family Stone
- "You're Nobody Till Somebody Loves You", skriven av James Cavanaugh, Russ Morgan och Larry Stock, framförd av Dean Martin
- "Back In You Again", skriven och framförd av Rick James
- "Penetration", skriven och framförd av Naughty by Nature and Next
- "My Everything", skriven av Barry White, Faith Evans, Steven Jordan och Carl Thomas, framförd av Barry White och Faith Evans
- "That's Amore", skriven av Jack Brooks och Harry Warren